# Prix du Louvre
Prix du Louvre är ett travlopp för 4-5-åriga varmblodiga hingstar och ston som körs på Hippodrome d'Enghien-Soisy utanför Paris i Frankrike varje år. Det är ett Grupp 3-lopp, det vill säga ett lopp av tredje högsta internationella klass. Loppet körs över distansen 2875 meter. Förstapris är 36 000 euro.

## Vinnare
| År   | Häst              | Efter             | Kusk               | Tränare                 | Tid    |
| ---- | ----------------- | ----------------- | ------------------ | ----------------------- | ------ |
| 2025 | Every Time Winner | Face Time Bourbon | Gabriele Gelormini | Erik Bondo              | 1'12'8 |
| 2024 | Just A Midi       | Captain Crazy     | Sébastien Baude    | Fabrice Souloy          | 1'12'2 |
| 2023 | Isla Jet          | Bold Eagle        | Éric Raffin        | Tomas Malmqvist         | 1'13'2 |
| 2022 | Have A Dream      | Royal Dream       | Matthieu Abrivard  | Matthieu Abrivard       | 1'12'8 |
| 2021 | Ganay de Banville | Jasmin de Flore   | Jean-Michel Bazire | Jean-Michel Bazire      | 1'13'1 |
| 2020 | Foxtrot Sea       | Olitro            | Cédric Megissier   | Cédric Megissier        | 1'13'8 |
| 2019 | Excellent         | Real de Lou       | Alexandre Abrivard | Laurent-Claude Abrivard | 1'15'9 |
| 2018 | Earl Simon        | Prodigious        | Franck Ouvrie      | Jarmo Niskanen          | 1'14'1 |